# グレイヘア
グレイヘアとは、白髪を染めず、白髪交じりの髪色や髪質を活かしたヘアスタイルのことを指す。または、白髪を完全に隠してしまう白髪染めは使用しないものの、うっすらと色を載せた程度のヘアカラーを使ったスタイルを指すこともある。
主に女性のヘアスタイルを指す言葉で、男性の「ロマンス・グレー」と対を成す言葉として定着してきた。
白髪は、英語でGray(Grey) hairと表現される。そのことから、当初は美容業界にて、白髪を婉曲に表現するために「グレイヘア」という言葉が使われ始めた。同時に、白髪染めを「グレイカラー」と表現するようになった。
この婉曲表現が一般にも広がっていき、美容業界誌だけではない一般向けの雑誌やWEBの記事でもグレイヘアという言葉が使われ始めた。やがて、2017年に白髪染めに悩む女性たちの互助グループ「グレイヘア東京」が立ち上がり、少しずつ白髪に対するイメージが良いものに変わっていった。
こうした流れを受け、グレイヘアを取り上げるメディアが急増。「週刊女性」（主婦と生活社・2017年9月26日号）に「40代からのグレーヘア入門」として5ページにわたる特集が組まれ、グレイヘアリスト™として活動している朝倉真弓が扉ページに登場。2017年10月26日には、「あさイチ」（NHK総合）で放映された「40代からのグレーヘア特集」が大きな話題を呼んだ。
2018年に入ってもグレイヘアに対する関心は高まり続け、年末にはユーキャン新語・流行語大賞のノミネート語にも選出された。
グレイヘアの女性は、ヘアケア商品の広告にも起用されている。
2018年10月には、ユニリーバ「Dove（ダヴ）」のテレビCMに朝倉真弓が出演。2019年1月には、P&Gが「パンテーン」にて、フリーアナウンサーの近藤サトと“爆毛赤ちゃん”で知られるベイビーチャンコを起用したブランド広告を朝日新聞全面広告で展開した。
2019年には、グレイヘアの女性専用のヘアケア商品も登場。グレイヘア市場の拡大が期待されている。